# NGC 4054/1
NGC 4054/1 је спирална галаксија у сазвежђу Велики медвед која се налази на NGC листи објеката дубоког неба.
Деклинација објекта је + 57° 53' 36" а ректасцензија 12h 3m 12,3s. Привидна величина (магнитуда) објекта NGC 4054 износи 14,4 а фотографска магнитуда 15,2. NGC 40541 је још познат и под ознакама MCG 10-17-131, CGCG 292-62, VV 136, PGC 38078.